# Ghaziabad
Ghaziabad (en hindi ग़ाज़ियाबाद, en urdú غازی آباد) és una ciutat industrial i municipi de l'Índia, a Uttar Pradesh, capital del districte de Ghaziabad, a la vora del riu Hindon. Duu el nom del seu fundador Ghazi ud-Din, ministre mogol i germà de Salabat Jag nizam d'Hyderabad, que quan la va fundar el 1740 la va batejar Ghaziuddinnagar, nom després escurçat a Ghaziabad. Segons el cens del 2001 la població és de 968.521 habitants.
El 1763 el raja jat Surajmal de Bharatpur va morir en lluita contra els rohilles prop de la ciutat. El 30-31 de maig de 1857, un destacament britànic que venia de Meerut es va trobar aquí amb els rebels de Delhi i els va derrotar. El 1881 tenia 12.059 habitants i el 1901 eren 11.275. La ciutat fou declarada municipi el 1868 i era la capital d'un tehsil del districte de Meerut fins al 14 de novembre de 1976 quan fou elevada a capital de districte.